# Сакеллариу, Александрос
Александрос Пилатос Саккеллариу  (греч. Αλέξανδρος Πιλάτος Σακελλαρίου; 1 января 1887, Мандра — 7 июля 1982, Афины) — греческий вице-адмирал, министр, историк и писатель — мемуарист XX века. Участник Балканских войн, Малоазийского похода (на последнем его этапе) и Второй мировой войны. Начальник штаба греческого флота с 1937 года и командующий флотом в период 1941—1943 годов, когда греческий флот базировался в Египте.

## Молодость
Родился в городе Мандра недалеко от греческой столицы.
4 ноябре 1902 года поступил в Училище морских кадетов, которое закончил 8 июля 1906 года в звании энсина.
В 1909 году вступил в «Военный совет» греческих офицеров, руководимых полковником Николаосом Зорбасом («Движение в Гуди»), который ограничил вмешательство королевской семьи в дела армии и вынудил королевский двор и политиков Греции в проведении реформ в армии и в стране.
Однако в дальнейшем стал рьяным монархистом.
29 марта 1910 года был повышен в звании лейтенант флота.
В период Балканских войн (1912—1913) служил на флагманском броненосном крейсере «Георгиос Авероф» и принял участие в морских сражениях при Элли и при Лемносе, а также в освобождении островов Лемнос (8 октября 1912), Имврос (18 октября 1912), Самотраки (19 октября 1912), Тенедос (24 октября 1912), полуострова Афон (2 ноября 1912) острова Лесбос (ноябрь 1912), городов Кавала (26 июня 1913) и Дедеагач (Александруполис, 11 июля 1913).
2 июля 1913 года был повышен в звании лейтенант-командир и 3 ноября 1914 года лейтенант-командир первого ранга (задним числом с 17.10.1914).
В период Первой мировой войны и Национального раскола, в силу своей приверженности королю и неприятия движения «Национальной обороны» созданного премьер-министром Э. Венизелосома, был осуждён 21 июня 1917 года к трёхлетнему заключению в крепость Идзедин на острове Крит. В мае 1919 года был освобождён, но демобилизован с флота, в силу чего не принял участие в военных действиях начального периода Малоазийского похода.

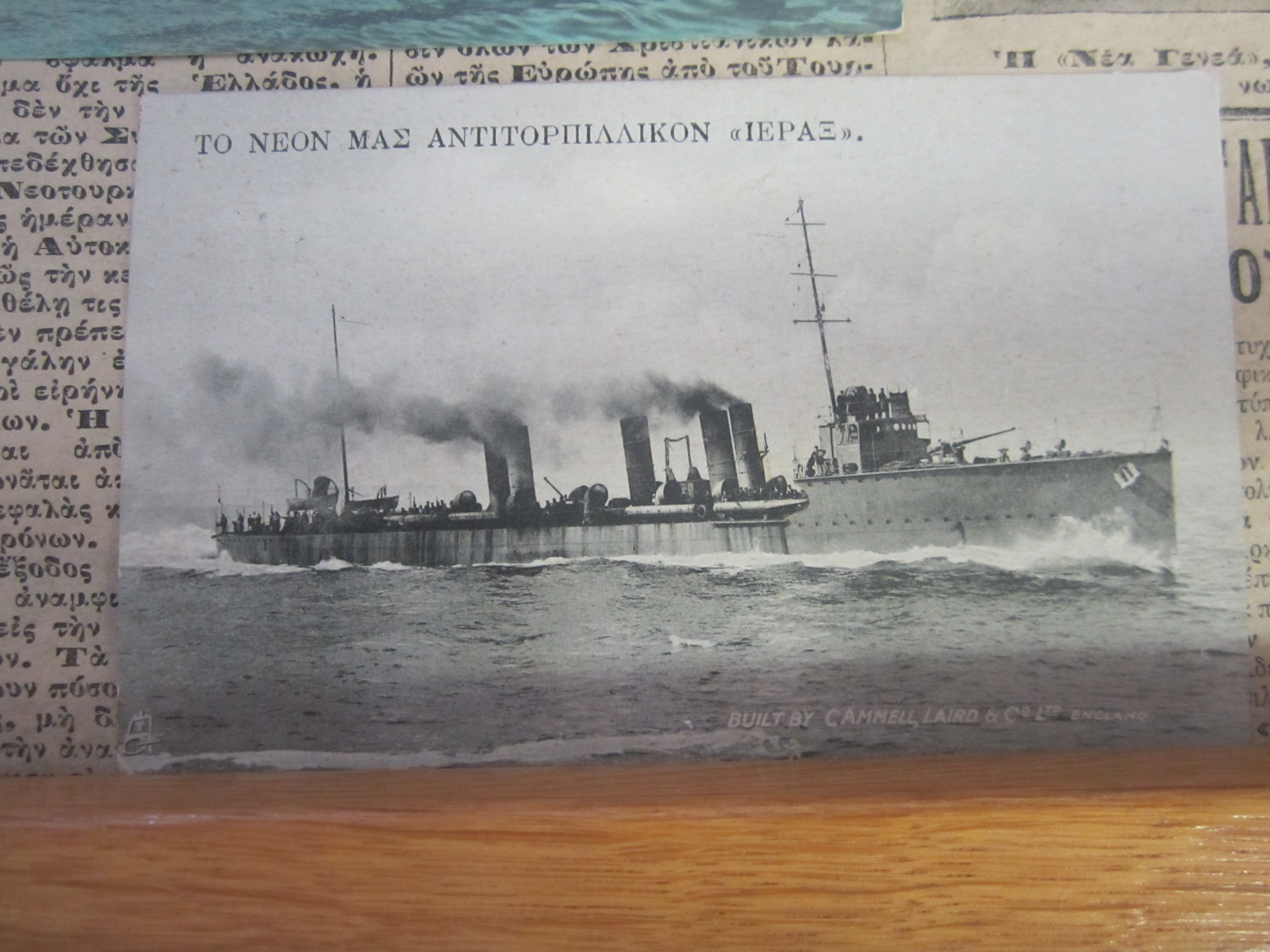
Греческий эсминец «Иэракс» на момент его приобретения в 1912 году.

После ноябрьских парламентских выборов 1920 года, на которых победила монархистская «Народная партия», 10 ноября был отозван на действующий флот и одновременно был отменён его приговор трибуналом. 2 декабря он был повышен в звании «плотархис» (Πλωτάρχης — лейтенант-коммандер) (задним числом с 26.12.1917) и в тот же день в коммандера (капитана 2-го ранга) (задним числом с 25.06.1920).
В период заключительного этапа Малоазийского походае, командовал эсминцами «Логхи» (1920—1921), «Иэракс» (1921) и «Ники» (1922).
Правление монархистов завершилось Малоазийской катастрофой и восстанием армии и флота 11 сентября 1922 года. 12 сентября монархист Сакеллариу был демобилизован.

## Межвоенные годы
В октябре 1923 года, после путча генералов Г. Леонардопулоса и П. Гаргалидис, Сакеллариу был арестован и пробыл несколько дней на базе флота на острове Саламин, но за отсутствием улик о его причастности к мятежу был освобождён.
24 июля 1925 года, после прихода к власти генерала Т. Пангалоса, Сакеллариу был отозван на флот и принял командование вспомогательным судном «Амфитрити», а затем (1926) эсминцем «Аэтос». В период с конца 1926 и по 1927 год включительно, командовал морским оборонным регионом македонской столицы, города Фессалоники.
В период 1928—1929 годов был назначен начальником «Морской школы войны», а затем (1930) капитаном учебного парусного судна «Арес».
22 октября 1932 год был повышен в звании капитан (первого ранга) и назначен начальником главной военно-морской базы флота на острове Саламин.
В период 1933—1934 годов командовал флотилией эсминцев. В марте 1935 года, командовал морскими силами которые были посланы на подавление попытки переворота предпринятой офицерами сторонниками Э. Венизелоса. Отмечается, что пытаясь обстрелять эсминец «Элли» в порту города Кавала, флотилия Сакеллариу нанесла разрушения городу с жертвами среди гражданского населения. После подавления попытки переворота был назначен председателем Чрезвычайного трибунала, который судил мятежных офицеров.
Сразу затем, 23 марта 1935 года, получил звание контр-адмирала и назначен командующим «лёгкого флота».
В октябре того же года, вместе с генералом А. Папагосом от армии, адмиралом Д. Иконому от флота и полковником авиации Г. Реппасом, оказал давление на премьер-министра П. Цалдариса с целью реставрации монархии. В результате, к власти пришёл генерал Г. Кондилис и в ноябре того же года Вторая Греческая Республика была упразднена, монархия была восстановлена, генерал Кондилис стал временно королевским регентом.
В феврале 1937 года стал начальником штаба ВМФ.
Согласно современному итальянскому исследователю Giorgio Rizzo, именно от адмирала Сакеллариу итальянское командование «получило» 29 июня 1940 года информацию о том, что у Монемвасии встали на якоря 3 британских эсминца, что подтвердило итальянские подозрения о возрастающем сотрудничестве нейтральной Греции с Великобританией. Адмирал Сакеллариу оставался на посту начальника штаба флота и с началом Греко-итальянской войны (1940—1941).

## С Греческим флотом во Второй мировой войне

### Греко-итальянская война
В октябре — ноябре 1940 года греческая армия отразила итальянское вторжение, перенесла военные действия на территорию Албании, развивая и дальше своё наступление. В войне, в силу необходимости приняли участие большинство кораблей ветеранов Балканских и Первой мировой войн и Малоазийского похода. Основная тяжесть войны легла на плечи сухопутной армии, роль флота была второстепенной.
Примечателен эпизод на заседании генштаба, на котором генералы сухопутных войск несколько иронично высказались о том, что флот является «роскошным родом вооружённых сил». Адмирал Сакеллариу ответил: «Флот, если он присутствует, не делает своё присутствие необходимым. Но только тогда, когда он отсутствует, все осознают его вклад. Никто не почувствовал его присутствия в 1922 году. Но никто не подумал о том, на каких условиях мы бы подписали мир, если бы его (флота) не было».

### Немецкое вторжение — перебазирование флота в Александрию
Продолжающиеся греческие победы вынудили гитлеровскую Германию прийти на помощь своему союзнику. Немцы вторглись в Грецию 6 апреля 1941 года с территории союзной им Болгарии. Не сумев с хода прорваться через Линию Метаксаса, немецкие дивизии прошли через территорию Югославии и вышли к македонской столице, городу Фессалоники. Дорога на Афины была открытой для германских дивизий. Греческих частей на их пути практически не было. В Афинах было объявлено Военное положение.
10 апреля был созван «Верховный совет флота», в присутствии премьер-министра Александра Коризиса, на котором командующим флотом Э. Каввадиасом и адмиралами Д. Иконому, А. Сакеллариу и Х. Делаграмматикасом было принято решение перебазировать флот в Египет для продолжения войны.
В хаосе предшествовавшего вступлению немцев в город и после отставки морского министра И. Папавасилиу, по собственной инициативе, А. Сакеллариу принял на себя и обязанности министра.
В атмосфере пораженчества и проявления германофильства некоторых генералов, 18 апреля состоялось заседание министерского совета под председательством премьера Александроса Коризиса, на котором на Сакеллариу был и официально возложен пост морского министра. Правительство и король Георг приняли решение оставить континентальную Грецию и перебраться на Крит. После совета состоялся разговор Коризиса с королём Георгом. Коризис ушёл с этой встречи опустошённым и направился домой, где покончил жизнь самоубийством.
21 апреля 1941 года правительство возглавил Эммануил Цудерос. Адмирал Сакеллариу принял также пост заместителя премьера в этом правительстве 23 апреля правительство Цудероса, вместе с королевской семьёй отбыли на Крит, в то время как разрозненные части греческой армии, под командованием «сумасшедших» офицеров, отказывавшихся капитулировать, отступали с боями к морским портам, чтобы добраться до Крита или Египта:554.
При приближении немцев к Афинам корабли флота получили приказ оставить базу на Саламине и идти на юг. В эти недели ВМФ Греции потерял 25 кораблей.
Все потери, как ВМФ Греции, так и греческого торгового флота, были результатом деятельности Люфтваффе. Самолёты Люфтваффе потопили также плавучие госпитали, невзирая на знаки Красного креста и их освещение ночью. Все усилия А. Сакеллариу были направлены на организацию перехода кораблей, способных к переходу, на Крит и в Египет. В то же время, оставаясь верным монархистом, А. Саккелариу не мог не обратить внимание на поведение придворной и правительственной камарильи. Впоследствии, в своей книге «Роль Греции во Второй мировой войне», адмирал Саккелариу писал:

«Все министры, президент и заместитель Банка Греции и некоторые официальные и неофициальные лица, в своём большинстве с жёнами, детьми, тёщами, гувернантками и багажом — сундуками, чемоданами, сумками с одеждой, некоторые с игрушками детей, другие со своими украшениями. Король и г-н Цудерос отбыли воздухом на рассвете 23 апреля, оставив Народу по одной листовке, с тем чтобы объяснить своё удаление на Крит. Картина этого необычного для боевых кораблей груза, к тому же в военный период, разъярила экипажи в такой степени, что в Суде (Крит) вызвала мятеж на (эсминце) „Василиссе Ольге“, чей экипаж потребовал прекратить посадку (гражданских лиц). Легко предствить психологическое состояние офицеров и моряков, не знавших в каком состоянии они оставили свои дома, когда они видели что существуют привилигерованные греки, которые без проблем могли перевозить ценные для них вещи, в ожидании когда пройдёт катастрофа или когда они видели, что семья премьер-министра сопровождалась необходимой для неё собачкой, словно без её (собачки) компании Греция не могла быть спасена.»

25 апреля 1941 года, за два дня до вступления немцев в Афины, Сакеллариу выехал в регион города Аргос, куда временно перебрался штаб отступающих и разрозненных сил британского генерала Г. Уилсона. Через два дня Сакеллариу был отправлен самолётом на аэродром Суда, Крит. 12 мая и до начала боёв за Крит, Сакеллариу был отправлен на австралийском эсминце «HMS Auckland» в Александрию, для руководства греческим флотом, будучи назначенным его командующим, и оставаясь также заместителем премьер-министра и морским министром.

### Командующий флотом на Ближнем Востоке
С началом боёв за Крит король и премьер 20 мая покинули Крит и морем прибыли в Александрию 22 мая.
Крит пал 31 мая. Корабли ВМФ Греции перебазировались в Александрию, для продолжения войны.
Находившийся в Александрии, будущий историк Димитрис Фотиадис, вероятно в силу своих антимонархических чувств, в своих мемуарах описывает прибывшего заместителя премьер-министра, адмирала Сакеллариу труднопереводимой греческой фразой "μαύρος και άραχλος " (чёрный и опустошённый/пессимист):В-162.
В Каире было сформировано эмиграционное правительство, в составе которого адмирал А. Сакеллариу по прежнему оставался, наряду с постом командующего флотом.
2 мая 1942 года Саккелариу подал в отставку с правительственных постов, но оставался во главе греческого флота, продолжавшего военные действия в Средиземном море.
Между тем в самой Греции, в условиях политического выкуума образовавшегося после бегства короля и правительства, инициативу по организации Сопротивления силам Оси, взяла на себя Коммунистическая партия Греции, создавшая Народно-освободительную армию (ЭЛАС), в рамках которой действовал (даже) Народно-освободительный флот (ЭЛАН). С другой стороны, с привлечением в армию эмиграционного правительства большого числа офицеров довоенного диктаторского режима генерала И. Метаксаса и монархистов, становилось очевидным, что эти подразделения формировались не столько для борьбы против армий Оси, сколько для возвращения эмиграционного правительства и обеспечивающего британские интересы королевского двора в Грецию, после её освобождения, что делало вероятным их использование против Народно-освободительной армии Греции.
17 февраля 1943 года взбунтовались солдаты пехотного батальона ΙΙ бригады, расположенной в Сирии:651, по причине замены их командира, подполковника Хадзиставриса, который в прошлом, будучи сторонником Венизелоса, был оправлен в отставку после попытки переворота 1935 года. Волнения затронули всю ΙΙ бригаду.
Министр обороны эмиграционного правительства П. Канеллопулос поспешил из Каира в Сирию, но его постиг новый удар: взбунтовалась Ι бригада, которая проходила подготовку в горах Ливана, в знак солидарности с Хадзиставрисом. Историк Солон Григориадис пишет:282:
«Взбунтовавшиеся — солдаты, унтер-офицеры и некоторые младшие офицеры — требовали от своего командования, чтобы подполковник Хадзиставрис и командиры других батальонов, которые после бунта выразили свою солидарность с ним и были также смещены, вернулись на свои места. Далее, взбунтовавшиеся требовали отставки всех офицеров „четвёртоавгустовцев“ (режима Метаксаса), а также перестановки в правительстве, с включением в него демократических офицеров».
Каннелопулос, будучи не в состоянии решить проблему с бунтовщиками силами своего правительства, обратился к англичанам. Те, в свою очередь, во избежание кровопролития, на этом этапе посоветовали ему отступить. Канеллопулос принял первое требование взбунтовавшихся:651. Второе требование Канеллопулос принять не мог и подал в отставку.
Отставка была принята. Продолжающаяся конфронтация в греческих частях на Ближнем Востоке между монархистами и республиканцами, вынудили короля и премьер -министра Э. Цудероса покинуть Лондон, обосноваться в Египте и выполнить второе требование взбунтовавшихся республиканцев 2-й греческой бригады:651.
Была произведена чистка правительства от «четвёртоавгустовцев», а также была произведена замена командующего флотом, монархиста адмирала А. Сакеллариу, адмиралом Александрисом. Одновременно со своих постов были смещены заместитель морского министра адмирал Э. Каввадиас и командир подразделения подлодок капитан Констас, вместо которых были назначены Г. Руссос и капитан Циримо́кос.
А. Сакеллариу был отправлен с миссией в США.
26 декабря 1943 года Сакеллариу был демобилизован в звании контр-адмирала в отставке.

## После освобождения
После референдума 1 сентября 1946 года и возвращения короля в Грецию, 4 сентября 1946 года статус монархиста Сакеллариу на флоте был пересмотрен, а именно: он был повышен в звание вице-адмирала задним числом с 31.12.1943, и датой его демобилизации с флота было принято 1 января 1944 года. Много позже, 15 февраля 1963 года, ему был присвоен титул почётного начальника штаба ВМФ.

## В политике
После освобождения Греции, Сакеллариу баллотировался на выборах марта 1946 года, возглавляя созданную им «Всегреческую национальную партию». Успех его партии был ограниченным, депутатом парламента, представляя Аттику и Беотию стал лишь сам Сакеллариу. 29 июля 1947 года он был назначен «министром снабжения» и министром торгового флота в правительстве Константина Цалдариса
В последующем правительстве Фемистокла Софулиса он вновь стал морским министром (до 18 ноября 1948 года)
На парламентских выборах марта 1950 года баллотировался с «Фронтом национальной реформы» и вновь стал депутатом от Аттики и Беотии.
На выборах сентября 1951 года не прошёл в парламент, однако в октябре был назначен в правительстве Николаоса Пластираса министром обороны 1951. Оставался на этом посту до своей отставки 31 марта 1952 года.
Адмирал А. Сакеллариу умер в Афинах в 1982 году в возрасте 95 лет.

## Награды
- 25 февраля 1926 года А. Сакеллариу был награждён золотым Крестом Доблести, за мужество проявленное в военный период.
- 27 октября 1941 года, заместитель премьер-министра и морсой министр А. Сакеллариу был награждён Военным крестом первой степени.
- 31 августа 1946 года, адмирал А. Сакеллариу был награждён Военным крестом первой степени за руководство боевыми операциями в Адриатике и последующей организации перехода флота на Ближний Восток для продолжения войны, с выдающимя вкладом в победу союзного оружия.
- В тот же день, 31 августа 1946 года, адмирал А. Сакеллариу был награждён медалью За выдающиеся заслуги, за то что будучи начальником штаба ВМФ в предвоенный период, с успехом подготовил флот к защите греческих морей и ударам по морским коммуникациям противника.
- 1 июля 1947 года адмирал Сакеллариу был награждён Крестом Доблести (командорский крест), за успешное руководство операциями флота и обеспечение морских перевозок армии в период 1940—1941 годов, за обеспечение перехода флота на Ближний восток, где будучи заместителем премьер-министра и морским министром сумел в короткий срок провести реорганизацию флота, и будучи командующим успешно руководил флотом в его и в союзных операциях.

## Работы
Кроме флотских инструкций («Εγχειρίδιον Αρμενιστού» 1915, 1937, 1958, 1991), А. Сакеллариу является автором получившей отличие Афинской академии военно-исторической работы «Артиллерия в период заката нашей Средневековой мперии» («Ιστορία του Πυροβολικού κατά την Δύσιν της Μεσαιωνικής Ημών Αυτοκρατορίας» (1926), исторического труда «Роль Греции во Второй мировой войне» («Η Θέσις της Ελλάδος εις τον Δεύτερον Παγκόσμιον Πόλεμον» (1945).
Он также является автором книг «Путешествуя» («Ταξιδεύοντας» (1957) и «Мостики и кают-компании» (« Απ’ τις Γέφυρες και τα Καρρέ» (1967) и мемуров «Один адмирал вспоминает» («Ένας Ναύαρχος Θυμάται») и «Мемуары одного адмирала» («Απομνημονεύματα ενός Ναυάρχου»).

## Кипрский эпизод
Малоизвестную страницу в жизни адмирала Саккелариу раскрывает в своей книге «Рассвет свободы» Х. Хараламбидис, ветеран кипрской организации ЭОКА, боровшейся против англичан за воссоединение Кипра с Грецией. Согласно Хараламбидису, отставной адмирал Сакеллариу был организатором всех негласных операций перевозок оружия морем из Греции на Кипр и тайной высадки на острове руководителя ЭОКА, Георгиоса Гриваса.
Именуя Сакеллариу «морским волком», Хараламбидис пишет, что «борьба ещё не освободившихся братьев на Кипре стала для адмирала Сакеллариу его личной борьбой».